# Live in Manchester
 (mai 2023).
Albums de Slash
Slash
(2010) Apocalyptic Love
(2012)
Live in Manchester est un double album live du guitariste Slash accompagné de Myles Kennedy au chant. L'album a été enregistré par la firme Abbey Road Live lors d'un concert donné à l'Academy de Manchester le 3 juillet 2010 au cours de la tournée mondiale qui a suivi la sortie de Slash, l'album éponyme du guitariste anglo-américain.
L'album est composé des chansons de l'album solo de Slash mais aussi de morceaux classiques de Velvet Revolver, Slash's Snakepit et Guns N' Roses.
Le tirage de Live in Manchester est limité à 1 200 exemplaires dont 350 furent vendus dès la fin du concert. L'album est vite devenu un collector très recherché.

## Liste des chansons
| 1.  | Ghost (tiré de Slash)                                      | Slash, Ian Astbury                                                       | 4:37 |
| 2.  | Mean Bone (tiré de Ain't Life Grand)                       | Slash, Johnny Griparic, Rod Jackson, Matt Laug, Ryan Roxie, Jack Douglas | 4:06 |
| 3.  | Nightrain (tiré dAppetite for Destruction)                 | Axl Rose, Slash, Izzy Stradlin, Duff McKagan                             | 5:34 |
| 4.  | Dirty Little Thing (tiré de Contraband)                    | Slash, McKagan, Matt Sorum, Keith Nelson                                 | 4:59 |
| 5.  | Back from Cali (tiré de Slash)                             | Slash, Myles Kennedy                                                     | 4:02 |
| 6.  | Beggars & Hangers-on (tiré de It's Five O'Clock Somewhere) | Slash, Eric Dover, McKagan                                               | 6:56 |
| 7.  | Civil War (tiré de Use Your Illusion II)                   | Rose, Slash, McKagan                                                     | 8:16 |
| 8.  | Rocket Queen (tiré dAppetite for Destruction)              | Rose, Slash, Stradlin, McKagan                                           | 6:45 |
| 9.  | Fall to Pieces (tiré de Contraband)                        | Scott Weiland, Slash, McKagan, Sorum, Dave Kushner                       | 4:58 |
| 10. | Sucker Train Blues (tiré de Contraband)                    | Weiland, Slash, McKagan, Sorum, Kushner                                  | 5:58 |
| 11. | Nothing to Say (tiré de Slash)                             | Slash, M. Shadows                                                        | 7:50 |
| 12. | Starlight (tiré de Slash)                                  | Slash, Kennedy                                                           | 6:00 |

| 1. | Watch This (tiré de Slash)                           | Slash                                    | 4:09  |
| 2. | Godfather                                            | Larry Kusik, Nino Rota                   | 10:46 |
| 3. | Sweet Child o' Mine (tiré dAppetite for Destruction) | Rose, Slash, Stradlin                    | 6:45  |
| 4. | Rise Today (reprise d'Alter Bridge)                  | Kennedy, Mark Tremonti                   | 4:12  |
| 5. | Slither (tiré de Contraband)                         | Weiland, Slash, McKagan, Sorum, Kushner  | 10:23 |
| 6. | Communication Breakdown (reprise de Led Zeppelin)    | John Bonham, John Paul Jones, Jimmy Page | 3:38  |
| 7. | Paradise City (tiré dAppetite for Destruction)       | Rose, Slash, Stradlin, McKagan           | 10:48 |

## Personnel
| Slash - Slash – Guitare - Myles Kennedy – Chant - Bobby Schneck – Guitare rythmique - Todd Kerns – Basse, cœurs - Brent Fitz – Batterie | Abbey Road Live - Paul Nickson – enregistrement, mixage Personnel additionnel - Caitlin Cresswell - Dan Hardingham - Holly Johnsen - Louise Downer - Margot Meyer - MJ - Noggin - Rizzo - Zach Bair |